# Lucio Plaucio Venón
Lucio Plaucio Venón  fue un político romano del siglo IV a. C. miembro de los Plaucios Venones, una rama familiar de la gens Plaucia. Fue hijo de Lucio Plaucio Vénox. Obtuvo el consulado en el año 318 a. C. en cuyo transcurso recibió a los rehenes enviados por los teanenses y canusinos.